# 아이리야만
아이리야만(아베스타어: Airyaman) 또는 에르만(팔레비어: Erman)은 조로아스터교의 신적 존재인 야자타의 일원으로 우정과 치료를 담당하는 신이다. 아이리야만은 인도 신화의 신인 아리아만과 같은 기원을 지니고 있는 신으로, 오늘날 아리아만이 힌두교 신자들의 혼인을 축복해주는 동시에 혼인식의 증인 역할을 하는 것처럼 아이리야만도 조로아스터교 신자들의 결혼식에서 결혼의 수호자로의 역할을 한다.